# Misteriosa ladrona Cecilia
Misteriosa ladrona Cecilia (～がんばれ僕らの～ママドルヒロイン 怪盗セシリア, Mysterious Thief Cecilia) es una película japonesa, del 26 de octubre de 2007, producida por Zen Pictures. Es una película del género tokusatsu, de acción y aventuras, con artes marciales, dirigido por Motoharu Takauji y protagonozado por Maki Tanaka.
El idioma es en japonés, pero también está disponible con subtítulos en inglés, en DVD o descargable por internet.

## Argumento
Cecilia trabaja como secretaria por el día, y como ladrona por la noche. Fue una cariñosa mama hasta que perdió a su hija en un accidente hace pocos años. Ella pidió a una élite de científicos, que implantara células de su hija perdida en un ciborg, gracias a que dispone de mucho dinero que ha robado.
Cecilia mantuvo a su nueva hija ciborg en una base secreta, cuidándola con gran afecto. Sin embargo, tras una investigación, Cecilia descubre que la causa que provocó el accidente que mató a su hija fue la obtención de un chip por una mafia.
Cecilia prepara una venganza por su hija perdida y roba el chip a los mafiosos. Los mafiosos persigen a Cecilia hasta su base secreta y destruyen a su hija ciborg, entonces Cecilia emprende un furioso ataque contra ellos.